# Tansor
Tansor es un pueblo y una parroquia civil del distrito de East Northamptonshire, en el condado de Northamptonshire (Inglaterra).

## Demografía
Según el censo de 2001, Tansor tenía 185 habitantes (100 varones y 85 mujeres). 38 de ellos (20,54%) eran menores de 16 años, 140 (75,68%) tenían entre 16 y 74, y 7 (3,78%) eran mayores de 74. La media de edad era de 43,41 años. De los 147 habitantes de 16 o más años, 22 (14,97%) estaban solteros, 111 (75,51%) casados, y 14 (9,52%) divorciados o viudos. 90 habitantes eran económicamente activos, 87 de ellos (96,67%) empleados y 3 (3,33%) desempleados. Había 3 hogares sin ocupar y 70 con residentes.
| 167                         | 199 | 234 | 255 | 303 | 256 | - | - | 252 | 220 | 203 | 219 | 183 | 176 | - | 150 | 171 |
| (Fuente: Vision of Britain) |     |     |     |     |     |   |   |     |     |     |     |     |     |   |     |     |